# لژ بزرگ ایران

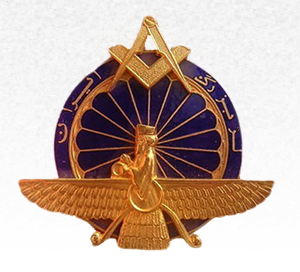
علامت لژ بزرگ ایران(در تبعید)

لژ بزرگ ایران یک لژ فراماسونری بود که در پی هماهنگی جعفر شریف‌امامی با لژهای بزرگ فرانسه، اسکاتلند و آلمان در سال ۱۹۶۹ تأسیس شد. این لژ از ۱۴ لژ اسکاتلندی ۱۰ لژ فرانسوی و ۳ لژ آلمانی تشکیل می‌شد. مراسم افتتاح این لژ در ۱ مارس ۱۹۶۹ با حضور شمار زیادی از ماسون‌های اروپایی، آمریکایی و گراندماسترهای لژهای بزرگ اسکاتلند، فرانسه و آلمان برگزار شد. تعداد لژهای تحت فرمان لژ بزرگ ایران تا اواخر دههٔ ۱۹۷۰ به ۴۳ عدد با ۱٬۵۰۰ عضو رسید.

## لژ بزرگ ایران پس از انقلاب
در پی پیروزی انقلاب اسلامی بسیاری از فراماسون‌ها یا اعدام شدند یا از ایران مهاجرت کردند. ماسون‌های ایرانی مقیم آمریکا، اروپا و کانادا در نوامبر ۱۹۸۲ طی نامه از جعفر شریف‌امامی خواستند که فعالیت لژ بزرگ ایران در خارج از کشور ادامه یابد. این درخواست در ۲۲ دسامبر پذیرفته شده و پس از برپایی جلسه‌ای در لژ بزرگ نیویورک، شریف امامی حسین دفتریان را به عنوان دبیر و معاون استاد اعظم لژ بزرگ ایران انتخاب کرد. دفتریان یک سال بعد به عنوان استاد اعظم لژ بزرگ ایران (در تبعید) انتخاب شد. این لژ هم‌اکنون در بوستن ایالات ماساچوست آمریکا مشغول فعالیت است.